# Giberto III Pio
Giberto III Pio, fill de Marco II Pio fou consenyor de Carpi el 1493, però va renunciar a la seva part i la va vendre als Este de Ferrara a canvi d'una quantitat i de les terres de Sassuolo i altres.
Es va casar el 1486 amb Eleonora Bentivoglio, filla de Giovanni II Bentivoglio, senyor de Bolonya i va deixar quatre fills: Alessandro (hereu de la senyoria de Sassuolo el 1500 de la que fou deposat entre el 1506 i el 1510, però a la seva mort el 1518 la va traspassar al fill Giberto que va viure fins al 1554 i va deixar només dues filles), Girolamo (condemnat per traïció i decapitat a Ferrara el 25 d'octubre de 1528), Constanzo (governador de Reggio el 1506) i Marco (ambaixador de Ferrara a Torí mort el 1544). El fill del darrer, Ercole, va heretar la senyoria de Sassuolo el 1554 i a la seva mort el 1571 la va traspassar al seu fill Mario, mort assassinat a Modena el 27 de novembre de 1599.
Va morir a Bolonya el 26 de setembre de 1500.

## Senyors de Sassuolo
- Giberto I (III de Carpi) Pio 1499-1500
- Alessandro Pio 1500-1506
- a Ferrara 1506-1510
- Alessandro Pio (segona vegada) 1510-1518
- Giberto II Pio 1518-1554
- Ercole Pio 1554-1571
- Mario Pio 1571-1599